# Joe Ledley
Joseph Christopher "Joe" Ledley (ur. 21 stycznia 1987 w Cardiff) – walijski piłkarz występujący na pozycji pomocnika w Derby County i reprezentacji Walii.
W latach 2004–2010 Ledley występował w Cardiff City, gdzie rozegrał 225 spotkań ligowych i strzelił 26 bramek. 12 lipca 2010 podpisał pięcioletni kontrakt z Celtikiem. Wcześniej zawodnikiem zainteresowanie wykazały Stoke City i AS Roma.
31 stycznia 2014 roku podpisał na trzy i pół roku kontrakt z Crystal Palace. Pierwszą bramkę w nowych barwach zdobył w swoim debiutanckim wygranym 3-1 spotkaniu przeciwko West Bromwich.
14 listopada 2021 roku ogłosił zakończenie kariery.

## Statystyki kariery
| Sezon   | Klub           | Kraj    | Rozgrywki               | Mecze | Bramki |
| ------- | -------------- | ------- | ----------------------- | ----- | ------ |
| 2004/05 | Cardiff City   | Anglia  | Championship            | 28    | 3      |
| 2005/06 | Cardiff City   | Anglia  | Championship            | 42    | 3      |
| 2006/07 | Cardiff City   | Anglia  | Championship            | 46    | 3      |
| 2007/08 | Cardiff City   | Anglia  | Championship            | 41    | 10     |
| 2008/09 | Cardiff City   | Anglia  | Championship            | 40    | 4      |
| 2009/10 | Cardiff City   | Anglia  | Championship            | 32    | 4      |
| 2010/11 | Celtic F.C.    | Szkocja | Scottish Premier League | 29    | 2      |
| 2011/12 | Celtic F.C.    | Szkocja | Scottish Premier League | 32    | 7      |
| 2012/13 | Celtic F.C.    | Szkocja | Scottish Premier League | 25    | 7      |
| 2013/14 | Celtic F.C.    | Szkocja | Scottish Premiership    | 20    | 4      |
| 2013/14 | Crystal Palace | Anglia  | Premier League          | 14    | 2      |
| 2014/15 | Crystal Palace | Anglia  | Premier League          | 32    | 2      |
| 2015/16 | Crystal Palace | Anglia  | Premier League          | 19    | 1      |
| 2016/17 | Crystal Palace | Anglia  | Premier League          | 18    | 1      |
| 2017/18 | Derby County   | Anglia  | Championship            | 12    | 1      |

- Stan na 29 listopada 2017